# 云山椴
云山椴（学名：Tilia obscura）为锦葵科椴树属的植物，为中国的特有植物。分布于中国大陆的江西、湖南等地，生长于海拔1,300米的地区，多生在山地常绿林里，目前已由人工引种栽培。